# Municipio de Simitlí
El municipio de Simitlí es un municipio de la provincia de Blagóevgrad, Bulgaria, con una población estimada a final del año 2017 de 13 515 habitantes. 
Se encuentra ubicado al suroeste del país, cerca de la frontera con Macedonia del Norte y Grecia. Su capital es la ciudad de Simitlí.